# Bernhard Vaget
Bernhard Vaget (* 1548 in Hamburg; † 13. November 1613 ebenda) war ein deutscher lutherischer Theologe.

## Leben
Geboren als Sohn des Oberalten Paul Vaget, studierte er an der Universität Rostock als Schüler des berühmten David Chytraeus. Vermutlich hat er sich dort den Grad eines Magisters der sieben freien Künste erworben. 1572 wurde er Lehrer an der Bordesholmer Klosterschule, 1580 an der Schule in Tondern. Am 31. März 1587 wurde er Hauptpastor der St.-Nikolai-Kirche in Hamburg. 1600 erhielt er die Würde des Seniors des geistlichen Ministeriums der Stadt Hamburg, womit er erster Pfarrer der Stadt war.

## Werkauswahl
1. De schola illustri Bordelsholmensis coenobii in Holsatia. Hamburg 1577
2. Bericht von dem gröwlicken und erschrecklichen Brande des Throns zu St. Nicolai. 1589
3. Christlich und richtige Erklärung des 7. 9. 11 und 12 Capitels Damielis. Hamburg 1595
4. Avergesettete Predigt des Herrn Bernhardi, geholden am Tage der Verkündigung Maria. 1596
5. Traktat von den Wedder Döpern. 1603
6. Summarischer Begriff aller fürnehmsten Historien und Weissagungen Danielis. Magdeburg 1608
7. Gründlicher und wahrhaftiger Bericht von Sachen zweener Pastoren in Hamburg. 1611